# Хилков, Михаил Иванович
Князь Михаил Иванович Хилко́в (5 [17] декабря 1834, Тверская губерния — 8 [21] марта 1909, Санкт-Петербург) — русский государственный деятель из княжеского рода Хилковых, ведущего своё начало через князей Ряполовских от удельных князей Стародубских, действительный тайный советник (01.01.1899), статс-секретарь (11.08.1904), министр путей сообщения Российской империи (1895—1905). Племянник боевого генерала Степана Хилко́ва.

## Биография
Родился в родовом имении Синево-Дуброво Бежецкого уезда Тверской губернии. Начальное образование получил дома под руководством известного в своё время писателя, сотрудника «Русского слова» и «Отечественных записок» Эдуарда Романовича Циммермана; затем поступил в Пажеский корпус. По окончании корпуса (1853) служил в лейб-гвардии егерском полку. В 1857 году, в чине штабс-капитана, оставил военную карьеру и перешёл на статскую должность в Министерство иностранных дел.
«В 1860-х годах, когда явилось большое либеральное течение по освобождению крестьян, он роздал большую часть своих земель крестьянам и, будучи крайне либеральных воззрений, уехал в Америку почти без всяких средств».  В 1860 году вместе с Циммерманом предпринял двухлетнее путешествие по Европе и Америке, затем был выбран мировым посредником Бежецкого уезда. В Америке разворачивалось крупномасштабное железнодорожное строительство, и Хилков под именем Джона Мэджилла (John Magill)  1864 году снова уехал в Америку и поступил на службу в англо-американскую компанию по сооружению Трансатлантической железной дороги, сначала простым рабочим; спустя четыре года стал заведующим службой подвижного состава и тяги. Оставив Америку, он около года прослужил слесарем на паровозном заводе в Ливерпуле.
Вернувшись на родину, начал свою карьеру с небольших должностей и быстро продвигался по службе. Сначала работал машинистом, затем начальником службы тяги на Курско-Киевской железной дороге, потом служил на Московско-Рязанской дороге.
Во время русско-турецкой войны 1877—1878 — уполномоченный Российского общества Красного Креста при санитарном поезде. Поезд находился под покровительством будущей императрицы Марии Фёдоровны. Знакомство с «сильными мира сего», помимо высокого профессионализма, содействовало успешному карьерному росту князя.
В 1880 году был вызван генералом М. Н. Анненковым для руководства постройкой железнодорожной ветки на Кизил-Арват — М.И. Хилков возглавил строительство Закаспийской железной дороги, тогда единственной в мире, проложенной через пустыню.
В 1882 году правительство Болгарии пригласило его возглавить Министерство общественных работ, путей сообщения, торговли и земледелия. Он на три года становится одной из ключевых фигур болгарской экономики.
В 1885 году возвратился в Россию и снова поступил на Закаспийскую железную дорогу. В 1892 году был назначен правительственным директором Привислинских железных дорог, затем занимал должности начальника Самаро-Златоустовской, Оренбургской, Орловско-Грязской и Ливенской дорог.
В 1894 году (31 июня) М. И. Хилков был назначен главным инспектором железных дорог, а 4 января 1895 года — министром путей сообщения.

Мария Феодоровна относилась к Хилкову с крайней симпатий. … как личность, Хилков был совершенно исключительным человеком: с одной стороны, он был человек высшего общества, а с другой стороны — он прошёл такую удивительную карьеру. … он прекрасно знал железнодорожное дело, знал всё, что касается паровозов и тракции, он был опытный железнодорожник, вообще был человек чрезвычайно воспитанный, человек высшего общества и по существу, был хороший человек … Конечно, Хилков не был государственным человеком и всю свою жизнь он оставался скорее обер-машинистом, нежели министром путей сообщения.
— Витте С. Ю. 1894 — октябрь 1905: Царствование Николая II // Воспоминания. — М.: Соцэкгиз, 1960. — Т. 2. — С. 24—27. — 75 000 экз.

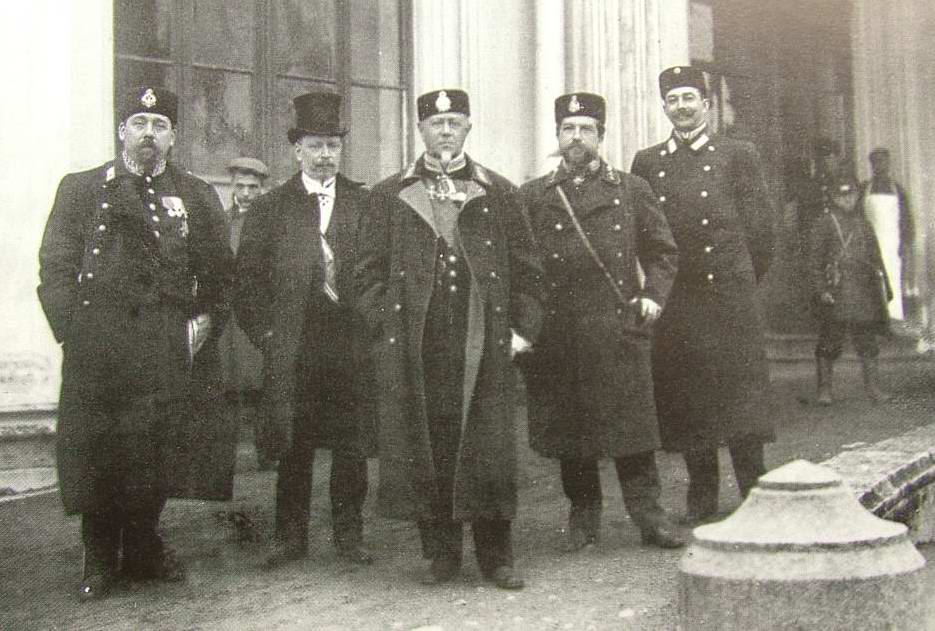
Князь Хилков и группа служащих министерства путей сообщения (~1896)

С назначением М. И. Хилкова министром, работа этого ведомства приняла крайне интенсивный характер. Протяжённость железных дорог России выросла с 35 до 60 тыс. км, а их грузооборот удвоился. Ежегодно возводилось около 2,5 тыс. км железнодорожных путей (таких темпов не было даже в советский период) и около 500 км автомобильных дорог. В период деятельности Хилкова, в 1898 году, в России были утверждены первые Правила технической эксплуатации (ПТЭ) железных дорог, открытых для общего пользования, а в 1899 году на станции Ртищево Рязано-Уральской железной дороги построена первая в России сортировочная горка. В Москве было открыто в 1896 году высшее инженерное училище для подготовки железнодорожных кадров.
14 мая 1896 года пожалован орденом Св. Анны 1-й степени.
Хилков блестяще организовал работу по сооружению Китайско-Восточной железной дороги (КВЖД). Грандиозные работы были также развёрнуты на Транссибирской магистрали. Хилков много раз выезжал в Сибирь, где оперативно решал проблемы строительства. Он проехал по железной дороге от Урала до Байкала, посетил Забайкалье. Именно он вбил последний костыль 13 сентября 1904 года, после чего произошла стыковка Великого Сибирского пути. Особое внимание министр уделял обустройству магистрали, улучшению условий жизни и быта железнодорожников и строителей. Началась русско-японская война, и на Восток скорым ходом полетели воинские эшелоны. Нелёгкая задача выпала министру путей сообщения Хилкову. Но, в отличие от военных, справился он с ней успешно.
Известен такой случай. Незавершённость Кругобайкальской железной дороги серьёзно осложняла снабжение войск. Чтобы решить эту проблему, Хилков приказал проложить рельсы прямо по льду Байкала — и сам повёл поезд, так как машинисты испугались смелого решения… В итоге эшелон благополучно пересёк озеро. Отмечая это, корреспондент английской газеты «Таймс» подчёркивал, что князь Хилков оказался для Японии более опасным противником, чем военный министр Куропаткин.
С началом революции 1905 года на железных дорогах начались забастовки. Не сумев справиться с ними, Хилков вышел в отставку в октябре 1905 года. С 1906 года — член Государственного Совета.
Скончался в Санкт-Петербурге 8 (21) марта 1909 года. Похоронен на погосте Головское Бежецкого уезда (ныне территория Сонковского района) на фамильном кладбище дворян Неведомских, рядом со своей второй женой Александрой Николаевной Хилковой (Неведомской).

## Награды
- Орден Святого Владимира 4-й степени (26.02.1879)
- Орден Святого Станислава 3-й степени (18.04.1880)
- Орден Святого Станислава 2-й степени (14.06.1882)
- Орден Святой Анны 2-й степени (02.08.1883)
- Орден Святого Владимира 3-й степени (30.10.1889)
- Высочайшая благодарность (11.11.1894)
- Орден Святой Анны 1-й степени (14.05.1896)
- Высочайшая благодарность (25.12.1897)
- Орден Святого Владимира 2-й степени (01.01.1901)
- Орден Белого орла (28.03.1904)
- Орден Святого Александра Невского с бриллиантовыми знаками (26.10.1905)

Иностранные:
- бухарский орден Золотой звезды 1-й степени (1893)
- австрийский орден Франца-Иосифа, большой крест (1895)
- австрийский орден Железной короны 1-й степени со звездой (1897)
- прусский орден Красного орла 1-й степени (1897)
- французский орден Почётного легиона, большой крест (1897)
- бухарский орден Искандер-Салис (1898)
- румынский орден Звезды 1-й степени (1899)
- болгарский орден Святого Александра 1-й степени (1899)
- шведский орден Полярной звезды, большой крест (1900)
- персидский орден Льва и Солнца 1-й степени с алмазами (1900)
- бельгийский орден Леопольда I, большой крест (1901)
- японский орден Восходящего солнца 1-й степени (1903)
- итальянский орден Святых Маврикия и Лазаря, большой крест (1903)
- греческий орден Спасителя 1-й степени (1903)

## Семья
Жена (1-й брак) — Анна Николаевна Неведомская (1839—1892)
Дети:
- Ольга Михайловна Хилкова (1864—1911, Харьков). Её муж — граф Константин Павлович Кутайсов. Детей в браке не было.
- Анна Михайловна Хилкова (1866—1905). Муж — Владимир Дмитриевич Ермолов (1857—1896), лейтенант флота. Их дети: Дмитрий (погиб в Гражданскую войну. Его жена — Прасковья Степановна Хилкова, дочь племянника М.И.Хилкова), Екатерина, Георгий, Елена.
- Степан Михайлович Хилков (1869—1890)
- Михаил Михайлович Хилков (1873—после 1919) .

Жена (2-й брак) — Александра Николаевна Неведомская (1847—1904), сестра первой жены
Дочь:
- Евдокия Михайловна Хилкова (1882—1966, Бельгия). 1-й брак — Владимир Петрович Шуберский (1877—1958, Париж), граф, инженер путей сообщения, директор Общества Алтайской и Северо-Восточно-Уральской железной дороги. Развод в 1918 году[4].

Евдокия Михайловна была внебрачной дочерью М.Хилкова. Его первая жена умерла, когда  дочери Евдокии было уже 9 лет. После смерти жены М.И.Хилков вторично женился на её сестре Александре Николаевне Неведомской. Высочайшим указом  от 4 апреля 1896 года малолетняя внебрачная дочь князя М.И.Хилкова Евдокия вступала во все права, законным детям принадлежащие. После 1917 года Евдокия Михайловна Хилкова жила в эмиграции.
Внуки (дети Евдокии Михайловны):
- Прасковья Шуберская-Хилкова (род. в 1907), Андрей Шуберский-Хилков (1907—1989), горный инженер. Во время Второй Мировой войны занимался сбором ценной информации для американской военной разведки в Северной Африке[5].
- Лада и Наталия Кульчицкие (от 2 брака)

## Память
На доме № 13 по Сапёрному переулку в Санкт-Петербурге, где жил М. И. Хилков, установлена мемориальная доска в его честь.
В Красноярске на здании, принадлежавшем ранее купцу Гадалову, где жил и работал М. И. Хилков во время строительства Средне-Сибирского участка Транссибирской магистрали (проспект Мира, 90), установлена мемориальная доска.
Памятник М. И. Хилкову открыт на станции Слюдянка. Станция находится в 120 км восточнее Иркутска. Это станция была центром Кругобайкальского участка Транссиба (от ст. Байкал до ст. Танхой). Князь Хилков принимал большое участие в организации строительства, и, по легенде именно он настоял на строительстве вокзала ст. Слюдянка из местного мрамора. Перед этим вокзалом и установлен бюст.
1 августа 2013 года в Москве был открыт памятник «Создателям российских железных дорог» у Казанского вокзала со статуей князя Хилкова среди фигур знаменитых деятелей железнодорожной отрасли России XIX века.
В посёлке Сонково Тверской области 2 августа 2016 года были открыты бюст М. И. Хилкова и Мемориальный обелиск на месте захоронения министра путей сообщения.
В 1907 году Иркутская городская дума избрала князя Хилкова почетным гражданином города.
01 ноября 2022 года в Санкт-Петербурге рядом с музеем железных дорог был открыт памятник М.И. Хилкову .

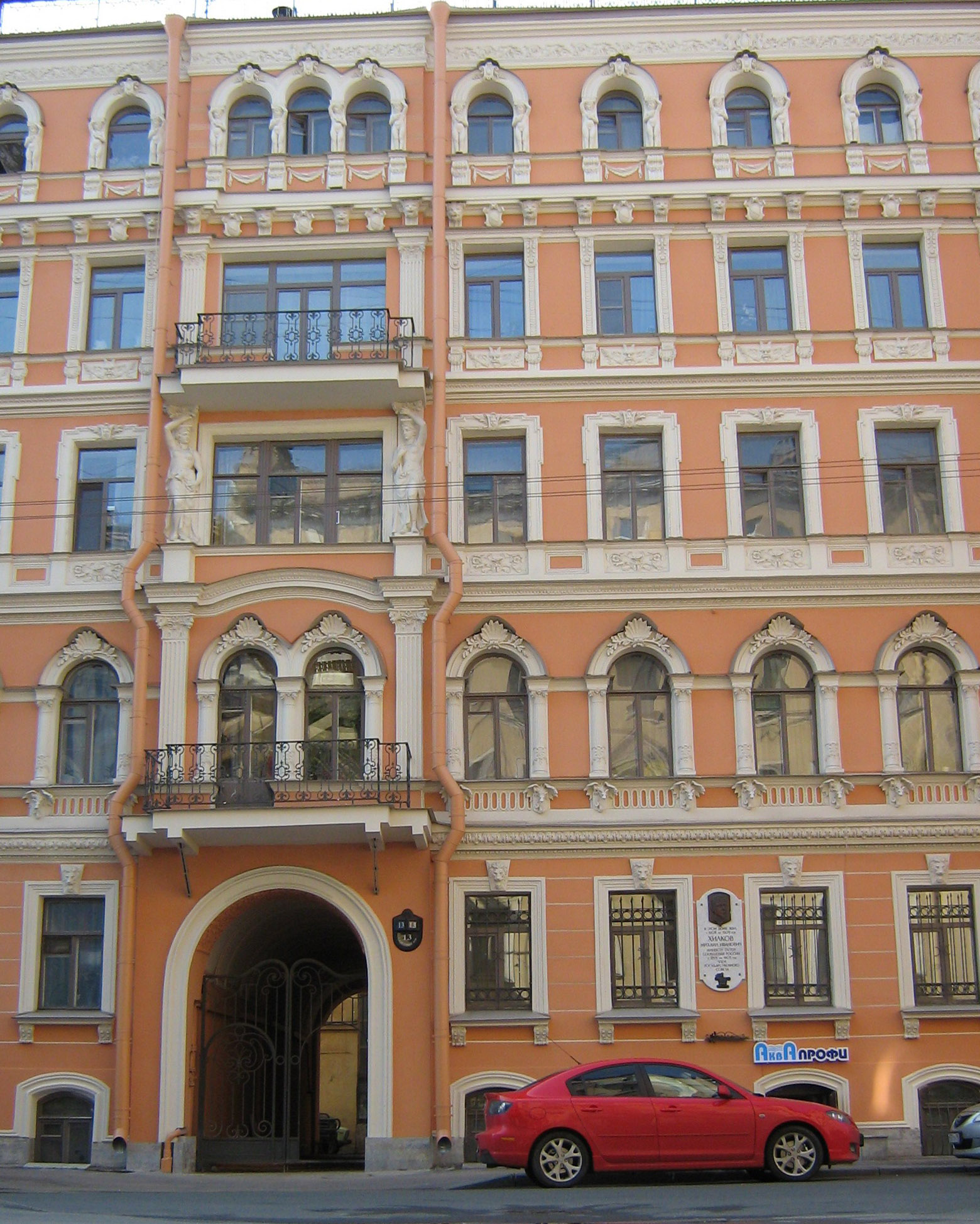
Сапёрный пер., 13 (арх. П. П. Дейнека) с мемориальной доской М. И. Хилкову.
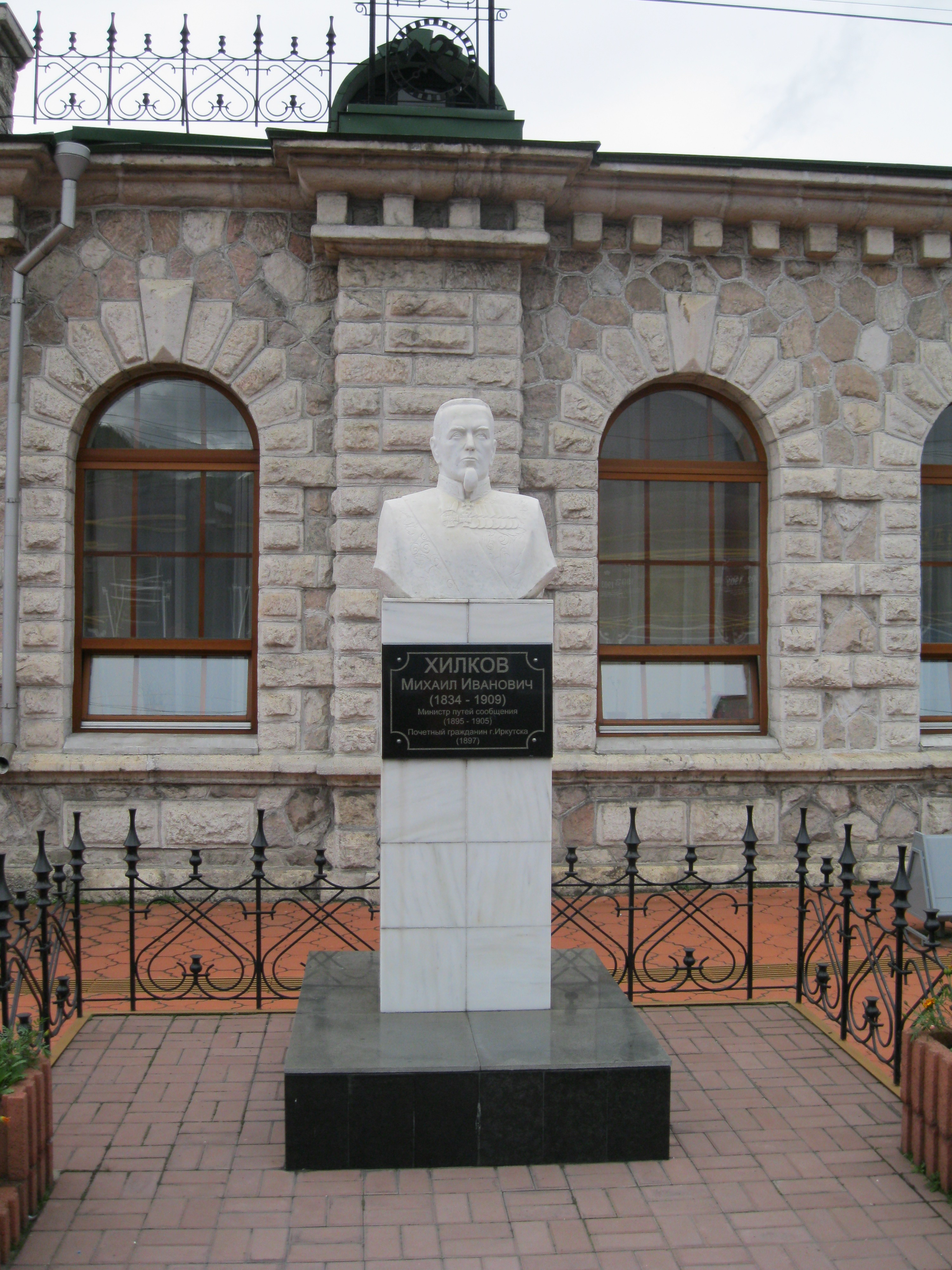
Бюст М. И. Хилкова на станции Слюдянка ВСЖД.